# Svjatoslav Richter
Svjatoslav Teofilovič Richter (ukr.: Святосла́в Теофі́лович Рі́хтер; ruski: Святосла́в Теофи́лович Ри́хтер; Žitomir (Ukrajina), 20. ožujka 1915. - Moskva, 1. kolovoza 1997.), sovjetski pijanist, općenito smatran jednim od najvećih pijanista 20. stoljeća. Znamenit po dubini interpretacije, virtuoznoj tehnici i široku repertoaru.

## Život i karijera
Richter je rođen u Žitomiru (Ukrajina) od oca njemačkog emigranta i majke Ukrajinke.[nedostaje izvor] Odrastao je u Odesi. Neobično je da je u velikoj mjeri bio samouk iako su mu otac (također pijanist i orguljaš) i jedan od očevih učenika (jedan češki harfist) pružili osnovno glazbeno obrazovanje. Čak i u najranijoj dobi Richter je bio izvrstan a prima vista pijanist i redovito je svirao s mjesnim opernim i baletnim družinama. Razvila mu se strastvena ljubav prema operi, vokalnoj i komornoj glazbi koja je svoj pun izraz našla na festivalima koje je on ustanovio u Grange de Meslayu (Francuska) i u Moskvi u Puškinovu muzeju. Zaposlio se u Operi u Odesi gdje je korepetirao.

### Počeci karijere
19. ožujka 1934. godine Richter je imao svoj prvi recital, u klubu inženjera u Odesi, ali je formalno počeo studirati glasovir tek tri godine nakon toga, kad je odlučio potražiti Genriha Nejgauza, slavnog pijanista i učitelja, na Moskovskome konzervatoriju. Za vrijeme Richterove audicije kod Nejgauza, Nejgauz je navodno šapnuo studentu do sebe: "ovaj čovjek je genij." Iako je Nejgauz podučavao mnoge slavne pijaniste, među kojima su Emil Gileljs i Radu Lupu, priča se da je Richtera držao "genijalnim učenikom, na kojega je čekao čitav svoj život," priznavajući istovremeno da Richtera nije "ništa" naučio.

## Vanjske poveznice
- Allmusic.com - Sviatoslav Richter (životopis i diskografija) (engl.)
- In memoriam: Sviatoslav Teofilovich Richter (engl.)
- Святослав Рихтер (Svjatoslav Richter) (rus.)